# Droga krajowa 63
Die Droga krajowa 63 (DK63) ist eine polnische Landesstraße. Sie verläuft in Nord-Süd-Richtung von der polnisch-russischen Grenze bei Perły zur polnisch-belarussischen Grenze bei Sławatycze durch die Woiwodschaften Ermland-Masuren, Podlachien, Masowien und Lublin über eine Länge von etwa 410 km. Obwohl die Straße auf russischer Seite fortgeführt wird, besteht kein Grenzübergang. Stattdessen ist die Grenze durch eine Schranke und entsprechende Hinweisschilder markiert.

## Geschichte

### Ursprünge
Diese Straße verbindet Regionen mit einer völlig unterschiedlichen historischen Zugehörigkeit und Strecken mit einer völlig unterschiedlichen Entstehungsgeschichte. Der nördliche Streckenabschnitt gehörte früher zu Ostpreußen und wurde bis 1945 als Reichsstraße 131 bezeichnet. Der südliche Streckenabschnitt gehörte zwischen 1918 und 1939 zum Territorium der Zweiten Polnischen Republik.
Der Streckenabschnitt zwischen Angerburg und Lötzen wurde zwischen 1867 und 1870 im Rahmen von Notstandsarbeiten ausgebaut. Etwas früher, im Jahre 1866, konnte die Straße von Lötzen über Arys nach Johannisburg vollendet werden.

### Frühere Strecken und Bezeichnungen
1985 wurde das polnische Straßennetz neu geordnet. Die bisherigen Staatsstraßen (droga państwowa) wurden in Landesstraßen (droga krajowa) umbenannt und neu nummeriert. Seit 1986 gab es drei Landesstraßen auf der Strecke der heutigen DK 63:
- die DK 63 von Łomża nach Siedlce
- die DK 644 von Kisielice über Giżycko (Lötzen) und Węgorzewo (Angerburg) bis zur Staatsgrenze
- die DK 804 von Siedlce über Łuków nach Radzyń Podlaski.

2003 wurde die Nummerierung des Straßennetzes dahingehend geändert, dass alle Landesstraßen mit zweistelligen Nummern und alle Woiwodschaftsstraßen mit dreistelligen Nummern gekennzeichnet wurden. Damals wurden die drei oben genannten Straßen zur DK 63 zusammengefügt.

## Ansichten
|  |  |  |

## Ortschaften an der Strecke
Woiwodschaft Ermland-Masuren (województwo warmińsko-mazurskie):
- Perły (Perlswalde)/Krylowo (Nordenburg) – projektierter Grenzübergang zu Russland (Oblast Kaliningrad)
- Klimki (Klimken)
- Maćki (Schönbrunn)
- Węgorzewo (Angerburg) – Kreuzung mit der DW650
- Kolonia Rybacka
- Ogonki (Ogonken, 1938–1945 Schwenten)
- Pozezdrze (Possessern, 1938–1945 Großgarten)
- Spytkowo (Spiergsten, 1938–1945 Spirgsten)
- Gajewo (Grünhof)
- Giżycko (Lötzen) – Abzweig der DK59
- Bystry (Biestern)
- Grajwo (Graywen, 1938–1945 Graiwen)
- Kąp (I) (Kampen)
- Kąp (II)
- Ruda (Ruhden, 1938–1945 Eisenwerk)
- Staświny (Staßwinnen, 1938–1945 Eisermühl)
- Miłki (Milken)
- Wyszowate (Wissowatten)
- Konopki Wielkie (Groß Konopken, 1938–1945 Hanffen)
- Sumki (Sumken)
- Grądy Podmiejskie
- Orzysz (Arys) – Kreuzung mit der DK16
- Gaudynki (Pappelheim)
- Kociołek Szlachecki (Adlig Kessel)
- Szczechy Wielkie (Groß Zechen)
- Jeglin (Jeglinnen, 1938–1945 Wagenau)
- Maldanin (Maldaneyen, 1938–1945 Maldaneien)
- Pisz (Johannisburg) – Kreuzung mit der DK58
- Niedźwiedzie (Niedzwedzen, 1924–1945 Reinersdorf)
- Jeże (Gehsen)

Woiwodschaft Podlachien (województwo podlaskie):
- Wincenta
- Czerwone
- Kolno
- Łomża – Kreuzung mit der DK61, Abzweig der DK64
- Zambrów – Kreuzung mit der DK8, Abzweig der DK66

Woiwodschaft Masowien (województwo mazowieckie):
- Sokołów Podlaski – Kreuzung mit der DK62
- Siedlce – Kreuzung mit der DK2

Woiwodschaft Lublin (województwo lubelskie):
- Łuków – Abzweig der DK76
- Radzyń Podlaski – Kreuzung mit der DK19
- Sławatycze – Grenzübergang zu Belarus